# Université des ressources naturelles et de l'environnement de Hanoï
 (mars 2020).
Si vous disposez d'ouvrages ou d'articles de référence ou si vous connaissez des sites web de qualité traitant du thème abordé ici, merci de compléter l'article en donnant les références utiles à sa vérifiabilité et en les liant à la section « Notes et références ».
L'Université des ressources naturelles et de l'environnement de Hanoï (en vietnamien, Đại học Tài nguyên và Môi trường Hà Nội ; en anglais, Hanoi University of Natural Resources and Environment - HUNRE) est un établissement public d'enseignement supérieur du système éducatif vietnamien. Elle est placée sous la tutelle du Ministère des ressources naturelles et de l'environnement, sous la direction du Ministère de l'éducation et de la formation, avec statut juridique, sceau propre et compte[pas clair].

## Histoire
C'est initialement l'École élémentaire météorologique qui est créée à Hanoï en 1955. Celle-ci va connaître des réformes au fil du temps. En 1971, elle intègre, au côté du Collège météorologique, une seconde unité : le Lycée central cadastral qui s'occupe notamment de géodésie et de cartographie. En 1976, le Collège météorologique ajoute également l'hydrologie dans son titre ; puis, en 1994, c'est au tour de l'hygiène d'être comprise dans celui-ci ; enfin, en 2001, le titre de ce Collège s'augmente de l'hydrométéorologie.
Le 1er juin 2005, le ministre de l'éducation et de la formation décide (décision n°2798 / QD-BGD & ĐT) de fusionner les deux unités de l’École, à savoir le Lycée central cadastral et le Collège de météorologie, d'hydrologie, d'hydrométéorologie et d'hygiène. Le résultat de cette fusion est le Collège des ressources naturelles et de l'environnement.
L'Université des ressources naturelles et de l'environnement de Hanoï, à proprement parler, est créée le 23 août 2010 par décision du Premier ministre (décision n°1583 / QD-TTg), sur la base de la modernisation du Collège des ressources naturelles et de l'environnement. Pour le gouvernement vietnamien, il s'agit de « répondre au grand besoin de main-d'œuvre de ce secteur ».
Le 9 avril 2018, la décision est prise de déplacer le campus de l'Université des ressources naturelles et de l'environnement de Hanoï dans la ville de Bỉm Sơn dans la province de Thanh Hóa (au 04 Tran Phu, Ba Dinh Ward).

## Enseignement
Les formations de l'Université des ressources naturelles et de l'environnement de Hanoï reposent sur plusieurs disciplines : météorologie, hydrologie, cartographie, aménagement du territoire, génie de l'environnement, économie, etc. Il s'agit de cours élémentaires, intermédiaires, collégiaux, universitaires spécialisés, universitaires articulés, universitaires réguliers, et de maîtrise[pas clair].
Les titres décernés sont les suivants : ingénieurs, bacheliers, professionnels intermédiaires, primaires et techniques[pas clair]. Depuis 1955, l'Université a formé environ 20 000 personnes.

## Départements de formation

### Université
- Gestion des terres
- Gestion des ressources naturelles et de l'environnement
- Gestion marine
- Gestion des ressources en eau
- Administration des voyages et des services de voyage
- Administration des affaires
- Changement climatique et développement durable
- Technologies du génie de l'environnement
- Technologies de l'information
- Météorologie
- Génie géodésique - Carte
- Génie géologique
- Météorologie marine
- Comptabilité
- Économie des ressources naturelles
- Droit
- Hydrologie
- Langue anglaise
- Immobilier
- Marketing - Communication
- Gestion hôtelière
- Logistique et gestion de chaînes d'approvisionnement
- Applications biologiques

### Collèges
- Gestion des terres
- Technologies du génie de l'environnement
- Technologies du génie géodésique

### Liens universitaires
- Gestion des terres
- Gestion des ressources environnementales
- Technologies du génie de l'environnement
- Technologies de l'information
- Comptabilité
- Météorologie
- Génie géodésique - Carte
- Hydrologie

### Maîtrises
- Sciences de l'environnement
- Génie géodésique - Carte
- Hydrologie
- Gestion des terres
- Gestion des ressources naturelles et de l'environnement
- Météorologie et climatologie
- Comptabilité (Majeure : Comptabilité - Audit et analyse financière)
- Gestion des îles et des zones côtières
- Changement climatique et développement durable

### Doctorats
- Sciences de l'environnement